# Dicionário de Tupi Antigo
O Dicionário de Tupi Antigo: a língua indígena clássica do Brasil é um dicionário da língua tupi elaborado pelo lexicógrafo e filólogo Eduardo Navarro e publicado em 2013. A obra foi concebida tendo como meta a difusão do tupi para um público mais amplo, não restrito aos meios acadêmicos.
Dividido em três partes, tem no seu início um vocabulário português-tupi. A segunda parte é o dicionário tupi-português, isto é, o dicionário propriamente dito, que contém quase oito mil palavras-entradas (ou lexemas), sendo o dicionário mais completo já feito até o momento. A terceira parte contém uma relação de duas mil palavras do português brasileiro cuja origem é o tupi (em geral nomes de lugares e cidades).
Como o tupi é uma língua morta, o dicionário tem cunho filológico. Foi feito com base em textos antigos, e não com falantes da língua, sendo, por isso, um dicionário histórico. As palavras-entradas foram retiradas de textos dos séculos XVI e XVII. O objetivo dessa delimitação é não misturar o tupi com seus desenvolvimentos históricos, como as línguas gerais, entre elas o nheengatu.
Navarro conquistou sua livre-docência em 2006 com seu dicionário, que foi aperfeiçoado até ser publicado pela Global Editora de São Paulo, em 2013, mesmo ano em que Navarro tornou-se professor titular da USP. O autor afirma que a criação de um dicionário foi necessária para que ele concluísse sua tradução das cartas dos índios Camarões.

## Conteúdo e confecção da obra
O dicionário é dividido em três partes. Além da introdução e do prefácio de Ariano Suassuna, são elas:
1. Vocabulário português-tupi
2. Dicionário tupi-português
3. Etimologias de topônimos e antropônimos de origem tupi, e outros tupinismos

A primeira parte é um simples vocabulário português-tupi. Há apenas as palavras e suas traduções, sem explicações ou detalhes. A segunda parte é o dicionário propriamente dito. Nele, assim como no resto do livro, Navarro optou por atualizar a grafia usadas nas fontes primárias. Deste modo, qu foi substituído por k, e o ig foi grafado como y. A terceira parte do livro não é exaustiva. Navarro afirmou que um trabalho futuro deverá dar conta de abordar um número bem maior de tupinismos e nomes de origem tupi no português atual.